# 석계서원
석계서원(石溪書院)은 울산광역시 울주군 웅촌면에 있는 서원이다. 2000년 11월 9일 울산광역시의 문화재자료 제17호로 지정되었다.

## 개요
이 건물은 울산지역에서 보기 드문 조선시대에 건축된 서원이다. 서원내에 현존하는 건물로는 강당에 해당하는 경수당과 출입문에 해당하는 필동문이 있고, 서원에 딸린 정자로서 재천정이 있다. 경수당 뒤쪽에 사당터가 있는 것으로 보아, 전체적인 배치 형태는 강당 뒤쪽에 사당히 위치하는 전학후묘형이었을 것이다. 건축적 특징을 보면 경수당은 툇마루에 덧붙인 쪽마루 형태의 진입부가 특이하고 장초석 등의 세부 수법이 주목할 만하다. 재천정은 후면부에서 진입하는 방식으로, 경주 안강의 옥산서원 곁에 있는 독락당의 계정과 유사하다.
이 서원의 경수당과 재천정은 부재수법 및 평면형식에서 볼 때 후기 양식으로, 건축사적 자료로서 중요한 의미를 가진다.

## 참고 자료
- 석계서원 - 국가유산청 국가유산포털